# Brachyunguis saxaulica
Brachyunguis saxaulica är en insektsart. Brachyunguis saxaulica ingår i släktet Brachyunguis och familjen långrörsbladlöss. Inga underarter finns listade i Catalogue of Life.